# Strecker-aminozuursynthese
De strecker-aminozuursynthese is een organisch-chemische reactie voor de vorming van synthetische aminozuren. Ze is genoemd naar Adolph Strecker (1822-1871), die ze bij toeval ontdekte in 1850. Hij poogde melkzuur te synthetiseren uit een mengsel van aceetaldehyde, HCN en ammoniak. Hij vond echter niet melkzuur maar het aminozuur alanine. Het was de eerste maal dat een aminozuur in het laboratorium was bereid.
In de streckersynthese wordt eerst een α-aminonitril gevormd uit de reactie van:
- een aldehyde
- ammoniak of een ammoniumzout (hier ammoniumchloride)
- en blauwzuur (HCN) of een cyanide (hier kaliumcyanide).

In een volgende stap wordt de nitrilgroep dan met een zuur gehydrolyseerd tot een carboxylgroep, wat resulteert in een α-aminozuur:
In plaats van ammoniak kan men een primair of secundair amine gebruiken; dan bekomt men gesubstitueerde aminozuren. In plaats van een aldehyde kan men ook een keton gebruiken.
De originele synthesemethode van Adolph Strecker resulteert in een racemisch mengsel van aminonitrilen; latere variaties met chirale hulpstoffen of chirale katalysatoren laten een stereoselectieve synthese toe van de D- of L-vorm. In dat geval spreekt men van een asymmetrische of enantioselectieve streckersynthese.
Met de streckersynthese produceert men bijvoorbeeld nitrilotriazijnzuur (NTA) en het trinatriumzout daarvan; dat zijn cheleermiddelen die onder meer in fosfaatvrije wasmiddelen gebruikt worden. NTA is het reactieproduct van formaldehyde, blauwzuur (HCN) en ammoniak in zuur midden:
3 HCHO + 3 HCN + NH3 → N(CH2CN)3 → N(CH2COOH)3
Door de hydrolysestap uit te voeren met een natriumhydroxideoplossing verkrijgt men het natriumzout.